# Storie di vita e malavita
Pour plus de détails, voir Fiche technique et Distribution.
Storie di vita e malavita, également connu sous le titre Racket della prostituzione minorile, est un poliziottesco italien réalisé par Carlo Lizzani et sorti en 1975.

## Synopsis
À Milan, les histoires de certaines filles qui ont fini ou qui sont devenues membres du réseau de prostitution sont accompagnées de celles de leurs clients et de quelques jeunes malfrats lombards reconvertis en proxénètes. Il y a six histoires. Au début, une femme transforme sa nièce mineure en prostituée en échange d'un trajet en voiture. Il y a ensuite l'histoire d'une jeune Sarde, Rosina, qui est introduite dans le milieu avec l'illusion d'un travail honnête et bien rémunéré. Une vierge est gardée comme telle par les proxénètes pour faire monter le prix. Laura, une jeune fille passionnée de musique classique, se vend en signe de protestation contre sa riche famille. Antonietta, une jeune fille de 14 ans enceinte, est mal vue par les proxénètes. Deux jeunes filles se racontent leurs expériences et, entre un client et un autre, s'aiment, jusqu'à ce que la plus jeune se suicide. Finalement, la femme et sa petite-fille, agressées par les proxénètes, battent l'un d'eux à mort avec un bâton, puis cachent son corps et quittent Milan en faisant du stop.

## Fiche technique
- Titre original italien : Storie di vita e malavita ou Racket della prostituzione minorile[1]
- Réalisateur : Carlo Lizzani
- Scénario : Mino Giarda, Carlo Lizzani
- Photographie : Lamberto Caimi (it)
- Montage : Franco Fraticelli
- Musique : Ennio Morricone
- Décors : Franco Fumagalli (it)
- Costumes : Lia Francesca Morandini (it)
- Production : Carlo Maietto (it), Adelina Tattilo
- Société de production : Thousand Cinematografica
- Pays de production :  Italie
- Langue de tournage : Italien
- Format : Couleur par Telecolor - 1,78:1 - Son mono - 35 mm
- Durée : 123 minutes (2 h 3)
- Genre : Poliziottesco
- Dates de sortie :
  - Italie : 3 avril 1975

## Distribution
- Nicola De Buono (it) : Velluto
- Franca Aldrovandi (it) : la psychologue
- Enzo Fisichella : juge
- Mimmo Craig (it) : chef de l'agence
- Domenico Seren Gay (it) : client
- Anna Curti : client : Antonietta Barni
- Cinzia Mambretti : Rosina.
- Cristina Moranzoni : Gisella
- Lidia Di Corato : Laura
- Danila Grassini : Albertina
- Annarita Grapputo : Daniela
- Susanna Fassetta (it) : la fille de l'auto-stoppeur
- Bianca Verdirosi : la femme de l'auto-stoppeur
- Giuliana Rivera (it) : mère de Gisella
- Franca Mantelli (it) : dame de la maison
- Paola Fajola : mère de Daniela
- Sandro Pizzocchero : Alberto
- Annibale Papetti : homme qui achète Antonietta.
- Ilona Staller : un mannequin
- Mario Mattia Giorgetti :
- Daniele Pagani (it)

## Production
La plupart des acteurs sont non-professionnels. Contrairement à San Babila : Un crime inutile où un seul épisode d'actualité avait été scénarisé, il a été nécessaire pour ce film de faire des recherches sur l'ensemble du phénomène de la prostitution enfantine. Partant d'un reportage de Marisa Rusconi (it), la recherche a duré plusieurs mois et a permis de documenter des histoires qui se sont réellement produites et qui étaient si dramatiques qu'il était difficile de les traduire d'une manière supportable pour le grand public.
Le film présente également une jeune Ilona Staller, avant qu'elle ne devienne Cicciolina, dans le rôle d'un mannequin désinhibé dans l'avant-dernier sketch. Le film devait être l'ouverture du genre réaliste que Lizzani allait poursuivre l'année suivante avec San Babila : Un crime inutile. Les deux films ont une musique composée par Ennio Morricone.